# Purchase
Purchase è un hamlet di Harrison, nella contea di Westchester (Stato di New York, Stati Uniti d'America).
Il toponimo significa letteralmente acquisto e, secondo la tradizione, evoca il mito fondativo della città di Harrison, istituita nel 1696 su iniziativa del possidente terriero John Harrison, che aveva ottenuto dal governo coloniale britannico il diritto di usufruire liberamente della terra che fosse riuscito a percorrere a cavallo nel giro di una giornata.

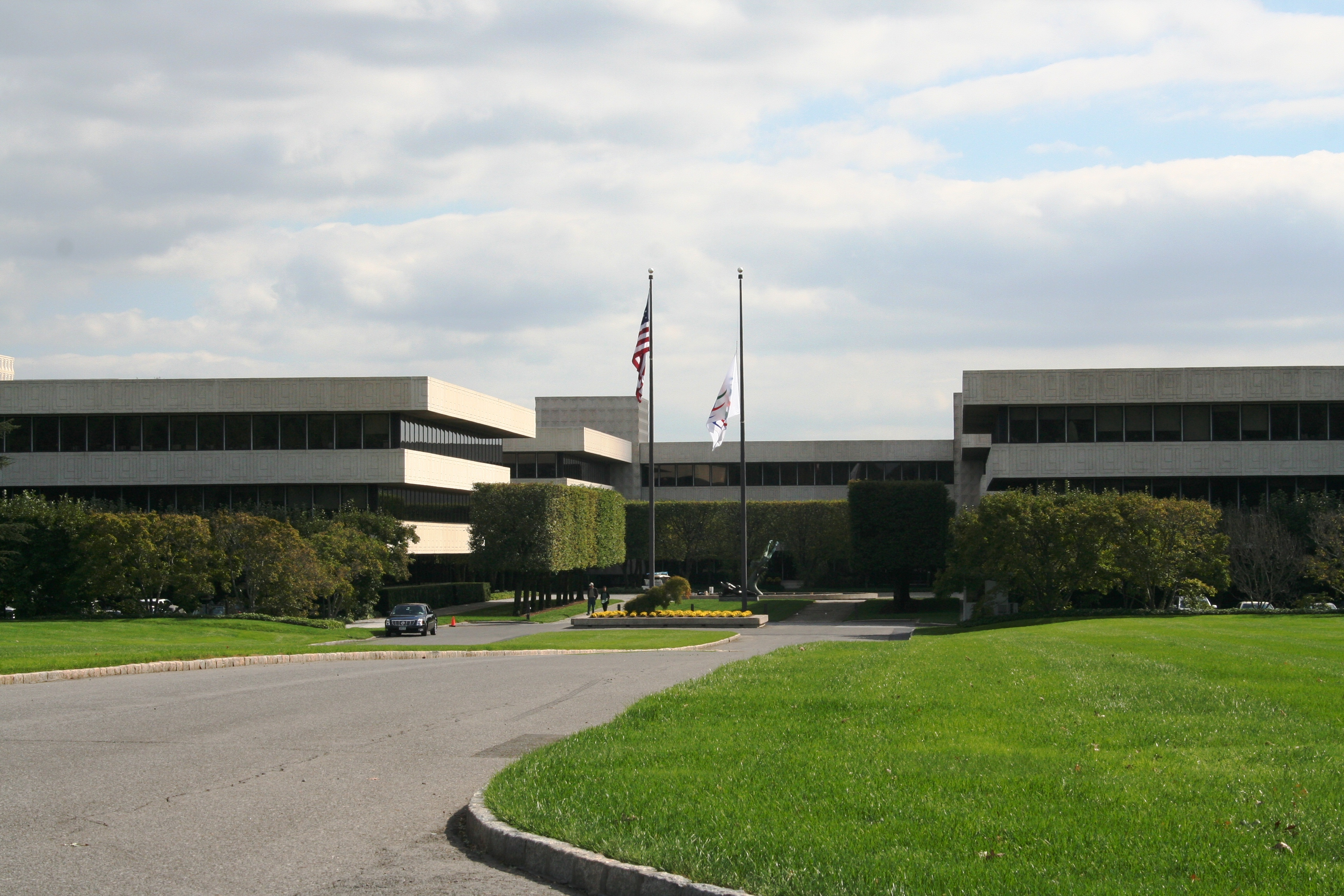
La sede centrale di PepsiCo a Purchase

La località è particolarmente nota in quanto sede centrale di diverse aziende di rilievo internazionali, tra cui Mastercard, PepsiCo, Atlas Air (e la filiale Polar Air Cargo), Central National-Gottesman e Teladoc Health. Vi si trova altresì una sede distaccata della Pernod Ricard e, fino al 2006, la direzione statunitense di Lenovo (poi spostatasi a Morrisville, in Carolina del Nord).
Anche in virtù di ciò, Purchase vanta un elevato tenore di vita: il reddito familiare medio annuo si aggira sui 976000 $, risultando quindi uno dei più consistenti di tutti gli Stati Uniti..
La borgata ha accolto gran parte delle riprese della seconda stagione della serie TV The Sinner.